# Hensmania turbinata
Hensmania turbinata là một loài thực vật có hoa trong họ Măng tây. Loài này được (Endl.) W.Fitzg. mô tả khoa học đầu tiên năm 1903.